# Earth run
Earth Run utrke su utrke koje se pojavljuju početkom 21. stoljeća s ciljem promicanja znanja o važnosti očuvanja okoliša. Kanadska Zaklada Earth Run organizira niz utrka na 5000 m i 10.000 m u trčanju i brzom hodanju svake godine za promicanje svijesti i prikupljanje novca za razne ekološke organizacije i inicijative. Sve staze odabrane su tako da budu zelene, uz minimalni mogući negativni utjecaj na okoliš.

## Utrke u 2012. godini
- 2. lipnja 2012. - Kamloops, Kanada[2]
- 3. lipnja 2012. - Vancouver, Kanada[3]

## Utrke u 2013. godini

### National Geographic Earth Day Run 2013.
- 28. travnja 2013. - Bonifacio Global City, Filipini

### Earth Run Europe
- start: 5. lipnja 2013. - Plitvička jezera
- cilj: 1. srpnja 2013. - Zagreb[4]